# Лиляна Ингилизова–Ристова
Лиляна Ингилизова–Ристова (на македонска литературна норма: Лилјана Ингилизова–Ристова) е видна юристка от Северна Македония, председателка на Конституционния съд на страната от 2003 до 2006 година.

## Биография
Родена е на 2 декември 1946 година в град Скопие, тогава във Федеративна народна република Югославия. В 1969 година завършва Юридическия факултет на Скопския университет „Кирил и Методий“. В 1973 година полага съдийски изпит. Работи в Окръжния съд в Скопие от 1970 до 1976 година. В 1976 - 1982 година е съдийка в Общинския съд Скопие II, където работи в гражданското и углавното отделение. В 1982 - 1985 година е председателка на Събранието на скопската община Чаир. В 1985 - 1995 година е съдийка в Окръжния съд в Скопие. От 1995 до септември 1999 година е председателка на Държавната изборна комисия, която провежда местните избори в 1996 година и парламентарните избори в 1998 година.
От юни 1995 година е съдия във Върховния съд на Република Македония. От декември 2002 година е заместник на председателя на съда. От 31 май 2003 до 2012 година е съдия в Конституционния съд на Република Македония. От 2 юни 2003 до 2006 година е и негова председателка.
Авторка е на научни трудове в списанията „Судиска ревия“ и „Македонска ревия за казнено право и криминология“. Носителка е на Орден на труда със сребърен венец, 1985 година.